# Moon Hooch
Moon Hooch — американская группа из Бруклина, Нью-Йорк, которая исполняет танцевальную музыку на ударных и саксофоне. Группа представляет собой трио, состоящее из Джеймса Мушлера (англ. James Muschler) (ударные), Майка Уилбура (англ. Mike Wilbur) и Венцеля Макгоуэна (англ. Wenzl McGowen) (саксофон). Участники группы познакомились во время учебы в Новой школе джаза и современной музыки (School of Jazz at The New School), и начинали играть в переходах метро Нью-Йорка.
В 2011 году коллектив появился в австралийском сериале Hamish and Andy’s Gap Year, где они были названы «Busketeers».
Их одноименный дебютный альбом был выпущен в 2013 году и достиг девятой позиции в чарте Billboard Jazz Albums. Второй альбом This Is Cave Music был выпущен 16 сентября 2014 года.

## Дискография
- Moon Hooch (Hornblow/Palmetto, 2013)
- This Is Cave Music (Hornblow/Palmetto, 2014)
- Red Sky (Hornblow/Palmetto, 2016)
- The Joshua Tree (Hornblow, 2017)

## Участники
- Джеймс Мушлер — барабаны и перкуссия;
- Майк Уилбур — тенор-саксофон, вокал, кларнет, флейта;
- Венцель Макгоуэн — тенор-саксофон, баритон-саксофон, контрабас, кларнет, электронный духовой синтезатор.